# Charles Jules Nestor Bavoux
Pour les articles homonymes, voir Bavoux.
Charles Jules Nestor Bavoux, né le 27 janvier 1824 à Villers-le-Lac (Doubs) et mort le 21 mars 1887 à Besançon (Doubs), est un peintre français.

## Biographie
Charles Jules Nestor Bavoux est le fils d'Eugène Vital Bavoux, capitaine de douanes, et de Rose Catherine Goll.
Élève de l'école de dessin de Besançon dès 1846, il rejoint Paris et fréquente la classe de François Édouard Picot. Il expose au Salon de 1857 à 1882.
Il retourne à Besançon où il est professeur de 1852 à 1872.
Grand amateur d'échecs, il est le principal promoteur du Grand tournoi départemental.
En 1879, il épouse Bernardine Denise Caroline Leblanc.
Il meurt à Besançon à l'âge de 63 ans.

## Postérité
- Rue Nestor Bavoux, à Besançon[5].
- Rue Nestor Bavoux, à Villers-le-Lac

## Galerie

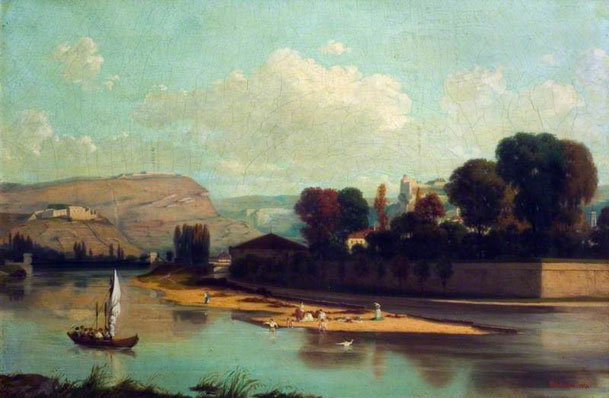
Le Doubs et les fortifications de Besançon[6].
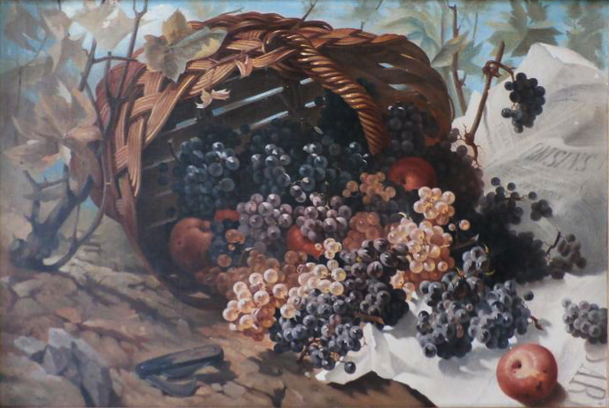
Corbeille contenant des raisins de Franche-Comté[6].

## Œuvres exposées aux Salons parisiens
- Légumes, au Salon de 1857
- Dessert, au Salon de 1857
- Choux-fleurs, au Salon de 1858 (Besançon)
- Gibier, au Salon de 1858 (Besançon)
- Pommes et Fromage, au Salon de 1858 (Besançon)
- Légumes, au Salon de 1858 (Besançon)
- Gâteau, au Salon de 1858 (Besançon)
- Fruits, au Salon de 1858 (Besançon)
- Raisins, au Salon de 1858 (Besançon)
- Portrait de Mme L. L., au Salon de 1858 (Besançon)
- Le Chat de Mazarin (historique), au Salon de 1858 (Besançon)
- Fontaine d’argent à Besançon, au Salon de 1859
- Nature morte : pommes et choux-fleurs, au Salon de 1859
- Pommes et Raisins, au Salon de 1861 (Toulouse)
- Légumes, au Salon de 1861 (Toulouse)
- Étang de Planoise, près Besançon, au Salon de 1861
- Ferme suisse, au Salon de 1861
- Crépuscule à la fontaine, au Salon de 1863
- Vallon des Vallières, à Besançon, au Salon de 1863
- Rochers dans la Franche-Comté, au Salon de 1863
- Entre-roches sur le Doubs, au Salon de 1864
- Rochers sur le Doubs, au Salon de 1864
- Les Bassins du Saut-du-Doubs, au Salon de 1865
- Nancray (Doubs), au Salon de 1865
- Plateau de Ghalouar, au Salon de 1866
- Ruisseau de Morre (Doubs), au Salon de 1866
- Le Col des Roches, au Salon de 1867
- Les Rapides du Doubs, au Salon de 1867
- Le Chêne de mon village, au Salon de 1867, dessin à l’encre
- Le col des roches, au Salon de 1867, dessin à l’encre
- Sous Blefonds (Doubs), au Salon de 1868
- Entre roches, au Salon de 1868, dessin
- Un de nos malins, au Salon de 1869
- Fontaine-Argent, au Salon de 1869, dessin
- La Source du Doubs, au Salon de 1870
- La Citadelle de Besançon, au Salon de 1870
- Rue de la Porte (Alger), au Salon de 1870 (Besançon)
- Blussenjeau, au Salon de 1870 (Besançon)
- Mare de la ferme de Peu, au Salon de 1870 (Besançon)
- Pont de Battant, au Salon de 1870 (Besançon)
- Les Rapides du Doubs, au Salon de 1870 (Besançon)
- Un de nos malins, au Salon de 1870 (Besançon)
- Fontaine-Argent, au Salon de 1870, dessin (Besançon)
- Mon village, au Salon de 1872
- Raisin margillien, au Salon de 1873
- Fusains et Noisetiers, au Salon de 1874, fusain
- Une seille de raisins, au Salon de 1875
- Raisins, au Salon de 1875
- Le Moulin-du-Bas, au Salon de 1875, fusain
- Le Panier du fermier, au Salon de 1876
- Moineaux et Raisins, au Salon de 1876[7]
- Un beau cep, au Salon de 1877
- Les Bergers d'Arcadie, au Salon de 1877
- Midi moins un quart (Doubs), au Salon de 1878
- Une hottée de raisins, au Salon de 1878
- Le Rocher de la Châtelaine, en Franche-Comté, au Salon de 1879
- Combes du Doubs, au Salon de 1879
- Rocher de la Châtelaine, au Salon de 1879 (Besançon)
- Ombrelle et Raisins, au Salon de 1880
- Femme romaine, au Salon de 1880 (Besançon)
- Combes du Doubs, au Salon de 1880 (Besançon)
- Village de Beure, au Salon de 1880 (Besançon)
- Soupière de raisins, au Salon de 1880 (Besançon)
- Chêne de la Vèze, au Salon de 1880, fusain (Besançon)
- Un potiron, au Salon de 1880, aquarelle (Besançon)
- Un panier de raisins du Doubs, au Salon de 1882